# Mini-Z

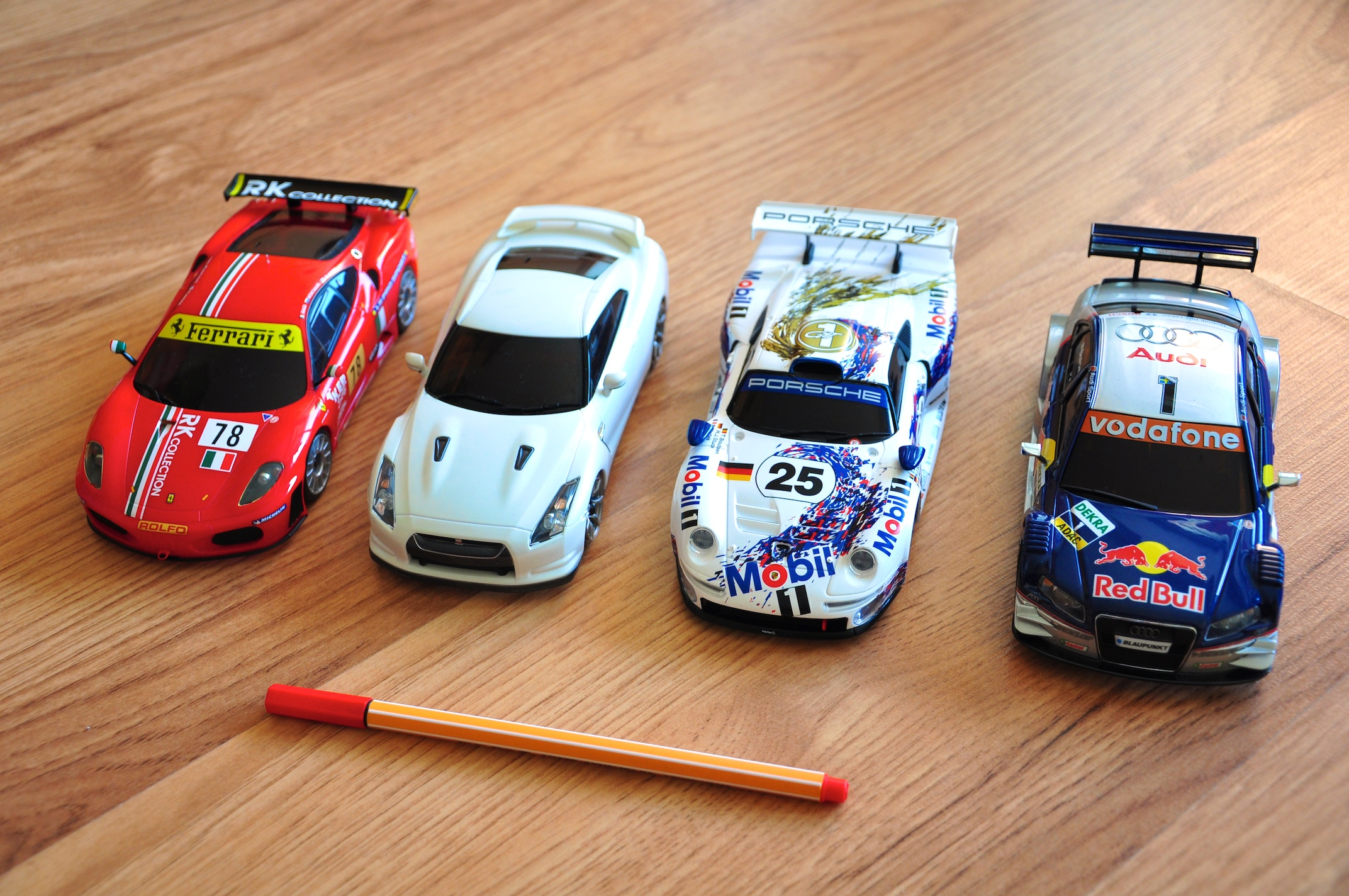
Mini-Z-Fahrzeuge im Größenvergleich

Mini-Z ist eine RC-Car-Autoklasse im Maßstab 1:24–1:28 vom japanischen Hersteller Kyosho, die seit 1999 produziert wird.
Durch den relativen kleinen Maßstab passt das Auto auf die Handfläche eines Erwachsenen. Somit ist ein Fahren auf kleinem Gelände möglich.
Die Energieversorgung der Modelle erfolgt ausschließlich elektrisch mittels vier Batterien oder Akkus vom Typ AAA (Micro).
Für eine optimale Motorleistung werden üblicherweise NiMH-Akkus mit 700–900 mAh verwendet. Seit 2012 werden vom Hersteller auch leistungsstarke Li-Fe-3,3-V-Akkus angeboten.
Der Hersteller bietet für diese Serie eine große Anzahl von verschiedenen Karosserien an. Diese sind den originalen Fahrzeugen detailliert nachempfunden sowie mit einem Schutzlack versehen. Des Weiteren bieten Kyosho und Fremdfirmen die Karosserien unlackiert an. Diese werden, wie im RC-Modellbau üblich, mehrfach lackiert, mit Abziehbildern (Decals) beklebt und mit einem Schutzlack versiegelt. Zusätzlich sind selbstgebaute Beleuchtungen der Scheinwerfer und Rückleuchten in dieser Klasse möglich.
Der Radstand der Fahrzeuge beträgt, je nach Karosserien, 86, 90, 94, 98, 102 oder 106 mm. Durch die Chassistypen und die Motorhalterungen kann das Auto an die verschiedenen Karosserien angepasst werden. Das Modell MR-03 ist der einzige Typ, der an alle Karosserien angepasst werden kann.
Durch verschiedene Motoren und entsprechenden Antriebsübersetzungen sind sehr unterschiedliche Beschleunigungswerte und Geschwindigkeiten möglich. Die Durchschnittsgeschwindigkeit liegt bei ca. 30 km/h. Bei der Lenkung sind durch Tuningteile weitere Fahreigenschaften einstellbar. Dazu zählen der Radsturz, Radaufhängungswinkel und die Federung. Die Federung der Hinterachse wird durch ein Verbindungsstück zwischen Motorhalter und Chassis beeinflusst. Dieses Verbindungsstück nennt sich je nach Modell „T-Bar“ oder „H-Bar“ und besteht aus Kunststoff, der mit Kohlenstofffasern verstärkt sein kann.

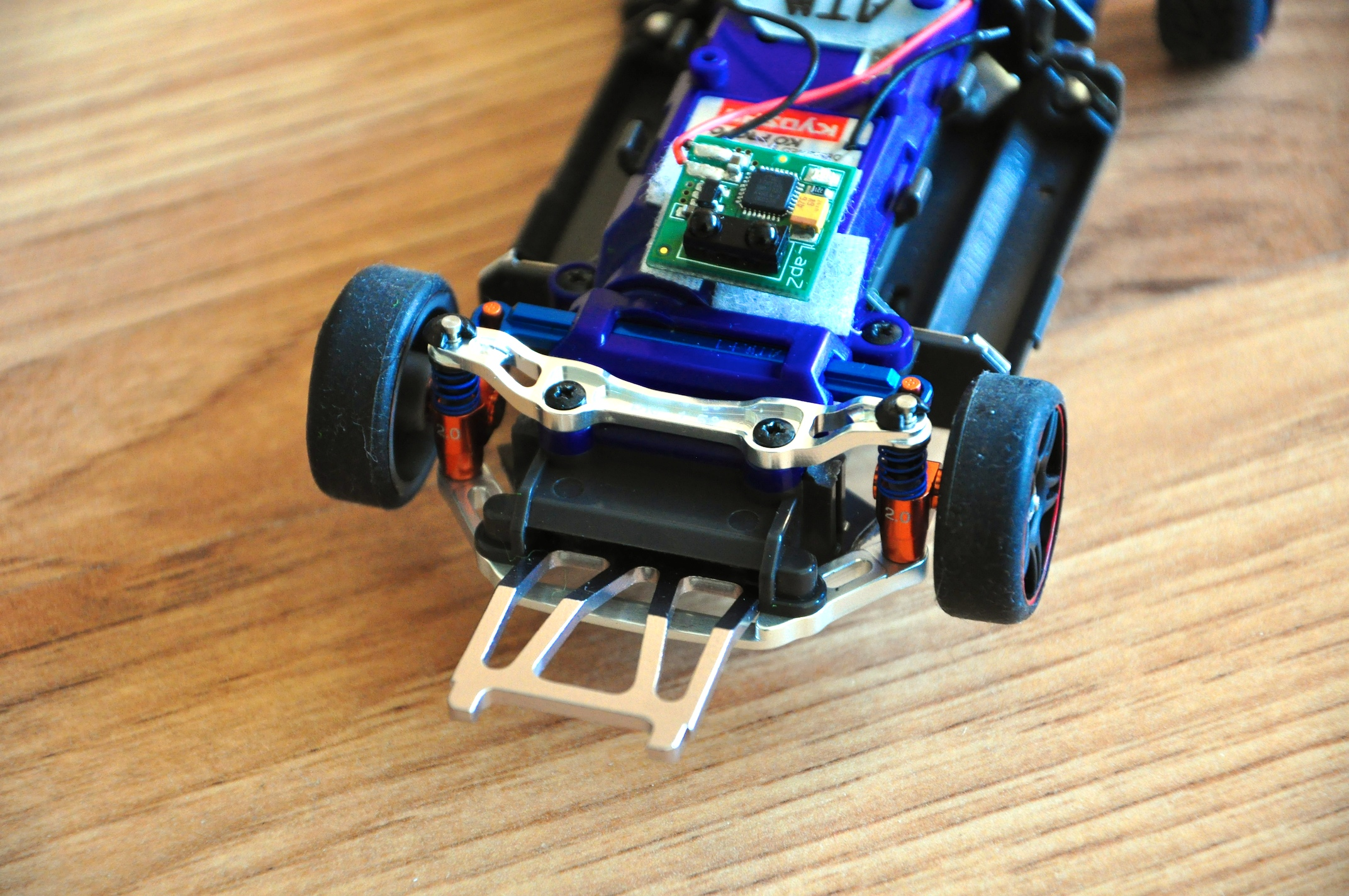
Mini-Z MR-02 Front mit Transponder

In dieser RC-Klasse werden nationale und internationale Rennen durchgeführt. Seit einigen Jahren betreibt der Hersteller in Deutschland einmal im Jahr die Rennveranstaltung „International Mini-Z Masters“, die in den letzten Jahren jedoch an Bedeutung verloren hat und in den Schatten des PN World Cup (PNWC) und des European Mini-Z Cup (EMC) getreten ist.
In der Sport- und Freizeitanlage CATZ Sports in Stapelfeld vor den Toren Hamburgs wurde am 30. Oktober 2010 mit einer Länge von 138,40 Metern der Weltrekord nach den offiziellen Regularien von Guinness World Records für die längste Mini-Z-Strecke, auf der ein Rennen ausgetragen wurde, aufgestellt.

## Chassistypen
- MR-01 (der originale Mini-Z)

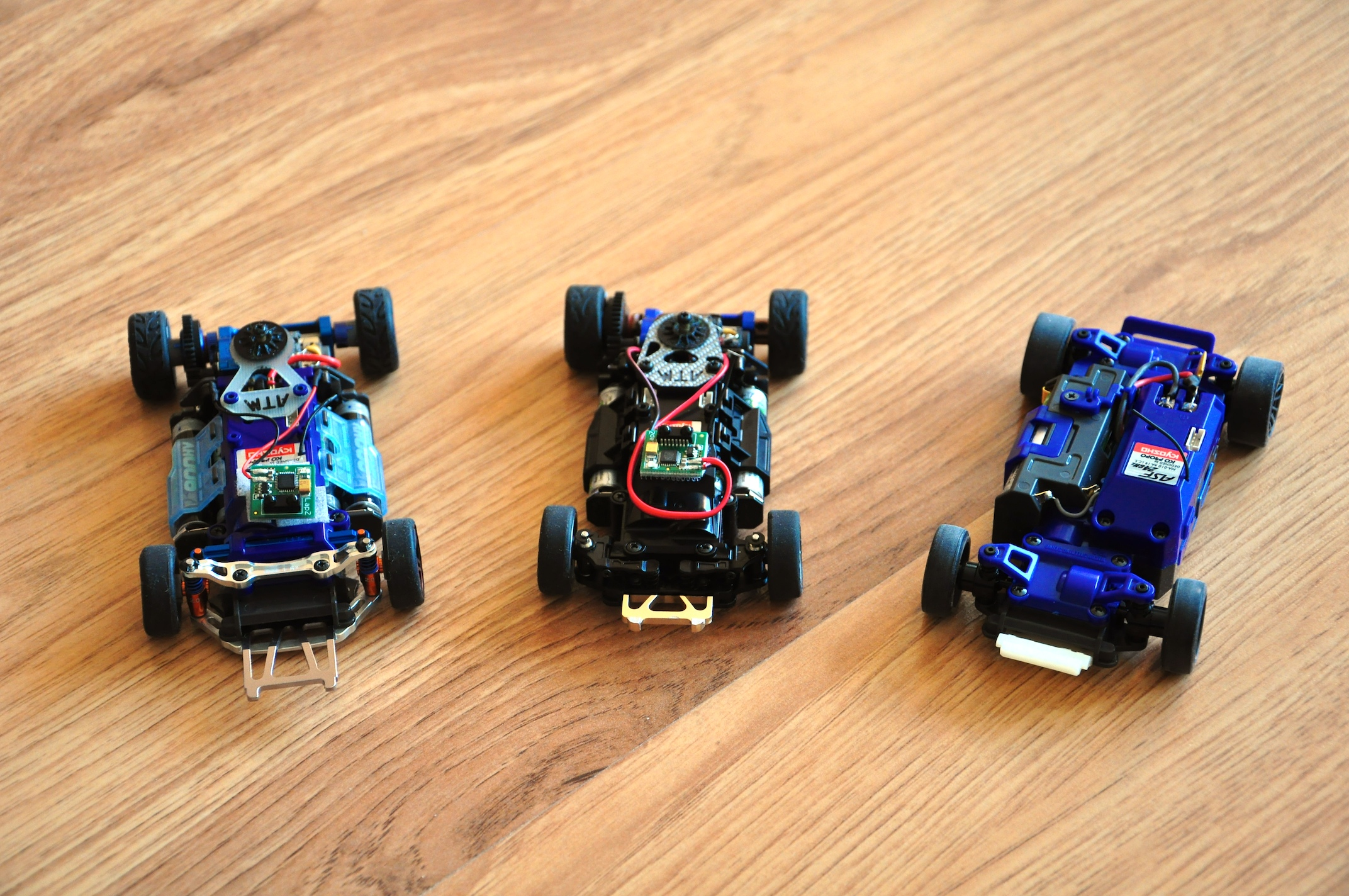
Mini-Z MR-02, MR-03, AWD

- MR-015 (Das MR-01-Chassis mit verbesserter Elektronik, Servo Saver und Stoßdämpfer hinten; die Breite des Chassis und die Batterieanordnung ist dieselbe)
- MR-02 (Das MR-01-Chassis wurde komplett neu gestaltet, mit verbesserter Elektronik, Servo Saver, tieferer Schwerpunkt der Batterien, breitere Front)
- MR-02LM (Eine Erweiterung des MR02 mit 2,4-GHz-ASF-Elektronik, breiterem Heck und breiterer Front, längerem Radstand, verbesserter Motorhalterung und Reibungsdämpfer)
- MR-015/02 iSeries (selbes Chassis wie MR-015/02, aber mit vereinfachter Elektronik und ohne Bremse) Mini-Z AWD mit SAS

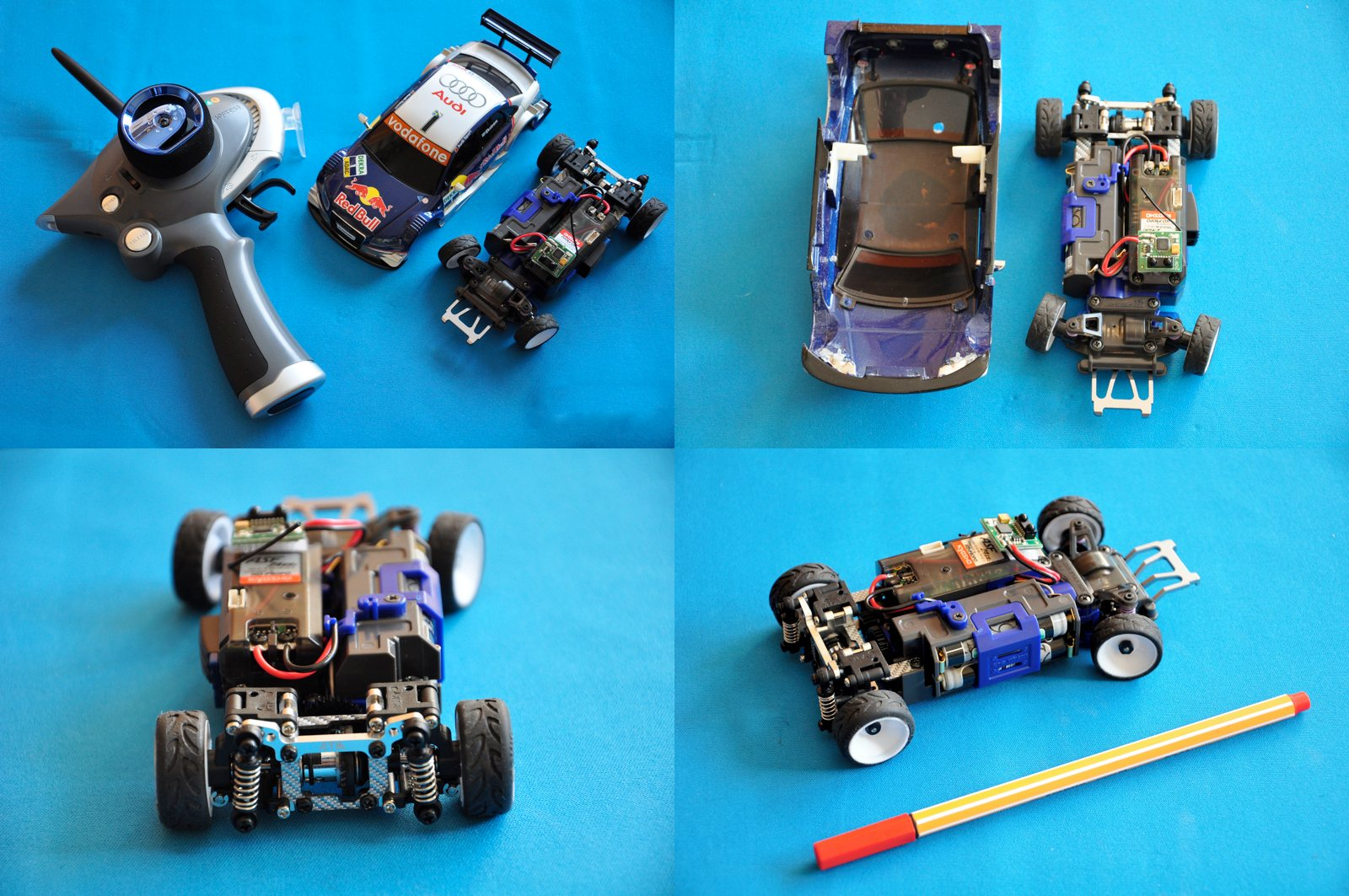
Mini-Z AWD mit SAS

- MR-03 (Chassis mit dynamischem Sturz und Frontdämpfung und neuem ASF-Empfänger, veränderbarer Frontbereich zur Anpassung an alle Karosserien)
- MR-03VE (mit Brushlessmotor)
- MR-03VE Pro (mit Brushlessmotor und zusätzlichem MSH-Frequenzband)
- MR-03 Sports (neues Einsteiger-Chassis mit dynamischem Sturz und Frontdämpfung jedoch mit einfacher Elektronik und FHS-2,4-GHz-Funksystem im vgl. zum MR-03 Chassis, ohne ICS-Anschluss)
- MA-010 (Chassis mit Allradantrieb, Radstand 90–94 mm)
- MA-010DWS (Chassis mit Allradantrieb und neu konstruierter Hinterachse, Radstand 90–98 mm)
- MA-015 (Chassis mit Allradantrieb)
- MA-020 (Chassis mit Allradantrieb)
- MA-020 Sports (Chassis mit Allradantrieb mit FHS-2,4-GHz-Funksystem aber ohne ICS-Anschluss)
- MA-020VE (Chassis mit Allradantrieb und Brushlessmotor)
- MA-020VE Pro (Chassis mit Allradantrieb, Brushlessmotor und zusätzlichem MSH-Frequenzband)
- MF-010 (Formula One style open-wheel)
- MF-015 (Formula One style open-wheel mit schmalerem Chassis)
- MV-01 (Geländewagen/SUV-Variante)
- MM-01 (Monstertruck-Variante)
- MB-010 (Mini-Z Buggy mit Allradantrieb)
- Mini-Z LIT (Compact 1/28th RC car, vergleichbar mit einem 1/32 scale car)
- NASCAR Series (ein MR-015i mit längerem Radstand)
- Formula Boot (RC-Boot mit Anhänger für Overland)

## Frequenzbänder
- 2,4 GHz ASF = Auto Selected Frequency System (Standard)
- 2,4 GHz MHS = Mini-Z Hybrid Spread Spectrum (für Pro-Modelle)
- 2,4 GHz FHS/FFHS = Frequency Hopping Spectrum System (für Sports-Modelle)
- AM 27 MHz (veraltet, wird nicht mehr produziert)
- AD-Band (veraltet, wird nicht mehr produziert, in Deutschland nicht zugelassen)

Das 2,4-GHz-Funksystem ist heutzutage Standard bei der professionellen Ausübung, da es viele Vorteile bietet. Das System ist sehr viel weniger störanfällig, da permanent automatisch geeignete Frequenzen genutzt werden. Somit entfällt außerdem die Absprache mit anderen Fahrern über die belegte Frequenz. Zudem ist somit ein Rennen mit bis zu 20 bis 40 gleichzeitigen Fahrern möglich. Jeder Hersteller nutzt bei der 2,4-GHz-Technik sein eigenes proprietäres Funksystem. Dadurch sind andere Systeme von Fremdherstellern nicht mit den Mini-Z kompatibel. Kyosho arbeitet mit dem Partner KoPropo zusammen und verwendet das ASF-System, das MHS-System, das viermal so schnell arbeiten soll, und das eigene FHS/FFHS-System, das maximal 20 Autos zulässt.

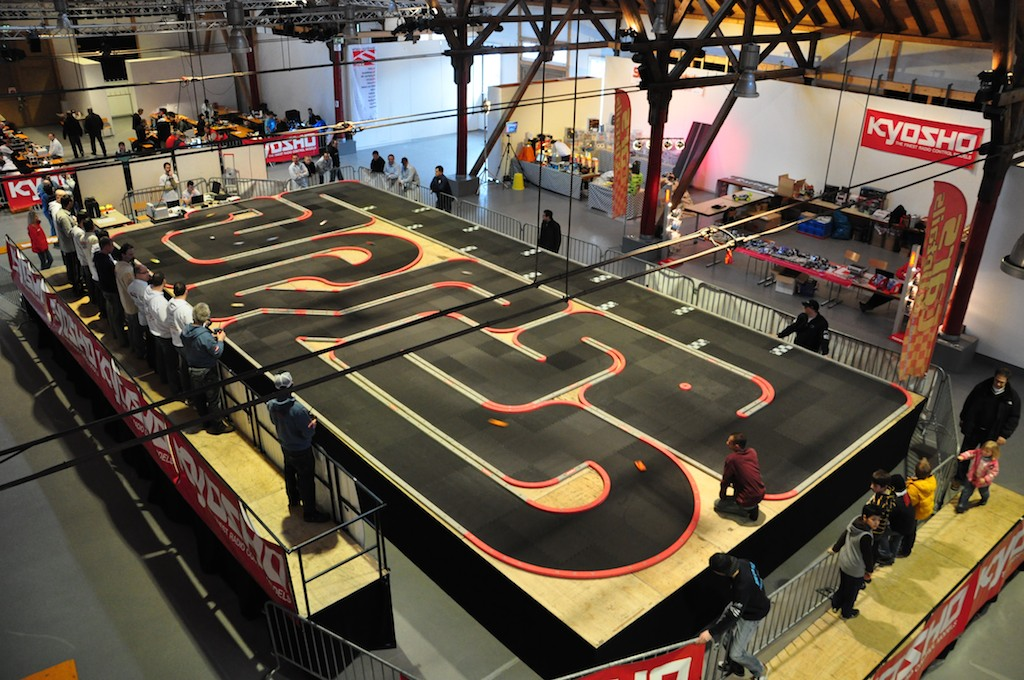
Mini-Z Masters Rennstrecke 2010

## Fernsteuerungen
Die 27-MHz-AM-Mini-Z-Modelle wurden mit einfachen, nicht computerunterstützten Fernsteuerungen ausgeliefert. Beim MR-01-Chassis war es die Perfex KT-2, bei MR-02, MR-015, MA-010/AWD, Monster, Overland und Formel 1 die Perfex KT-5. Bei den 27-MHz-AM-Modellen kann jede Fernsteuerung benutzt werden, die auf 27 MHz AM sendet. Die ASF-Fahrzeuge hingegen können aufgrund des Kyosho/Kopropo-eigenen Übertragungsprotokolls nur mit bestimmten Fernsteuerung gefahren werden, angefangen bei der preisgünstigen Perfex KT-18 und der Kopropo EX-5UR ASF. Des Weiteren ist es möglich, eine sogenannte Modul-Fernsteuerung zu verwenden. Dazu wird das Kopropo 2,4-GHz-ASF-Modul benötigt (RF-901sm).
Übersicht Modul-Fernsteuerungen:
- Kopropo Mars
- Kopropo Mars EX-1-UR
- Kopropo EX-5UR
- Kopropo Helios EX-10
- Kopropo Eurus EX-10[4] (wahlweise auch mit dem schnelleren RF-902SM ASF-Modul)
- Kopropo EX-1 KIY[5]
- Kopropo Esprit 3 Universe
- Sanwa/Airtronic M8 (nur mit Adapter)
- Sanwa/Airtronic M11 (nur mit Adapter)
- Futaba 3PK (nur mit Adapter)

Übersicht System Fernsteuerungen:
- Perfex KT-18 ASF
- Perfex KT-19 FHS/FFHS
- Kopropo EX-5UR ASF
- Kopropo EX-2 MHS (nur für MR-03VE Pro oder MA-20VE Pro)
- Kopropo EX-6 AFS & MHS
- Kyosho KT-432PT SYNCRO TOUCH FHS/FFHS

## Zeitmessung
Auf professionellen Rennstrecken ist eine Zeitmessung unerlässlich, denn nur so können zuverlässig Qualifikationen und Rennwertungen erfolgen. Darüber hinaus ist diese auch beim Training unerlässlich, um z. B. eine korrekte Abstimmung für das Auto zu finden. Vom Hersteller werden zwei Messsysteme angeboten:
- IC-Tag (RFID-System)
- Lap Counter[7] (Lichtschrankensystem)
- Lap-Z[8] (Lichtschrankensystem)